# Lithophane ledereri
Lithophane ledereri är en fjärilsart som beskrevs av Otto Staudinger 1891. Lithophane ledereri ingår i släktet Lithophane och familjen nattflyn. Inga underarter finns listade i Catalogue of Life.